# Dévai Szent Ferenc Alapítvány

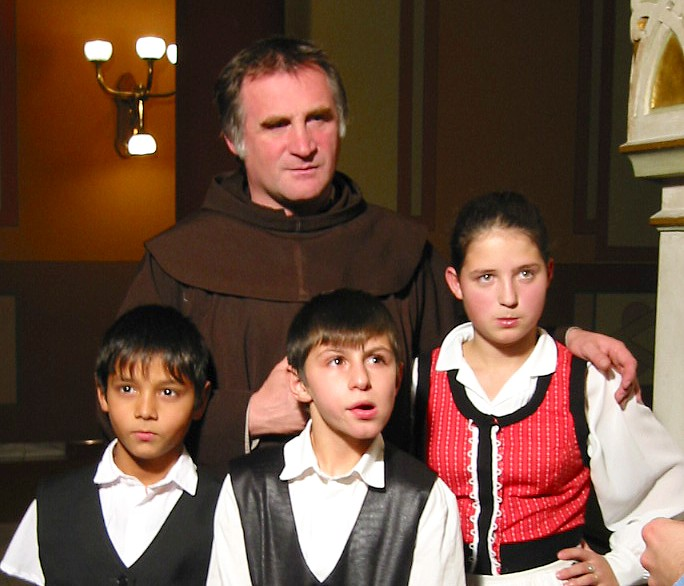
Böjte Csaba és a gyerekek, 2003-ban

A Dévai Szent Ferenc Alapítványt Böjte Csaba ferences rendi szerzetes hozta létre. A gyermekmentő szervezet célja az Erdélyben embertelen körülmények között, sokszor az éhhalál szélén tengődő gyermekek felkarolása. Csaba testvér és munkatársai áldozatos munkájának köszönhetően mára már több mint 2500 gyermek nevelkedik az intézmény valamelyik otthonában, megmenekülve a mérhetetlen nyomor jelentette kilátástalan sorstól.
2023-ban az alapítvány egyik nevelőjét jogerősen börtönbüntetésre ítélték, mert tíz éven át szexuális és fizikai visszaéléseket követett el gyerekekkel szemben. Újságcikkek szerint további abúzusok is történtek az otthonokban, amit Böjte Csaba visszautasított. 

## Története
Böjte Csabát több helyen eltöltött papi szolgálata után,  1992-ben Dévára helyezték, ahol jelentős fordulatot vett az élete. Lelkiismerete szavától hajtva oltalmába fogadott néhány utcagyereket, és a lakatot leverve az elhagyott és évtizedek óta üresen álló ferences kolostorba költöztek. A román hatóságok ezt nem nézték jó szemmel, és többször felszólították az épület elhagyására. Böjte Csaba válasza az volt, hogy a gyerekeket rakják az utcára a rendőrök. Ez már azonban nem történt meg.
Az árvákat befogadó ferences szerzetesnek hamar híre ment Déván. Nevét és tevékenységét mára ismerik egész Erdélyben, Romániában, Magyarországon, Nyugat-Európában, de hallottak róla még a tengerentúlon is. Döbbenetes és lélekindítón nyomorúságos körülmények közül gyűjti maga köré a kilátástalan sorsú gyermekeket. Nemcsak ételt, otthont, ruhát biztos nekik, de törődik taníttatásukkal, szellemi és lelki fejlődésükkel, vallási és erkölcsi nevelésükkel is. Szeretettel veszi körül őket.
A Hunyad megyei Gyámhatóság 1998-ban hivatalosan elismerte a magán-gyermekvédelmi központot.

## Az „árvaházi” élet
A dévai kolostor illegális elfoglalása után helyiségről helyiségre újították fel az épületet. Saját óvodája, iskolája és kiszolgáló épületei vannak. Déván a kolostorral szembeni két tömbházat megvásárolták. A gyermekek itt kaptak otthont főállású nevelőszülőknél, családoknál. Egy családnál nyolc-tíz gyermek nevelkedik, lehetőleg különböző korúak, hogy a nagyobbak segíteni tudjanak a kisebbek gondozásában. A gyermekotthonban már a második generáció nő fel, és van olyan nevelőszülő házaspár, amely Böjte Csaba szárnya alatt nevelkedett, és úgy maradt itt, hogy a munkáját segítse. A gyerekek szakmát tanulnak, érettségi vizsga után többen egyetemre mennek. Az itt élők száma minden nap szaporodik, messzi vidékekről hoznak gyermekeket hozzájuk, és Böjte Csaba is fáradhatatlanul kutatja őket. 2015-ben több mint 2500 volt az alapítvány valamely intézményében élő gyermekek száma, amihez még hozzájön a nevelőszülőknél élőké.

## Abúzus és állítólagos abúzus a gyermekotthonokban
2023-ban az alapítvány egyik volt nevelőjét jogerősen börtönbüntetésre ítélték, mert tizenkét éven át szexuális és fizikai visszaéléseket követett el a rábízott gyerekekkel szemben. A vádirat szerint a nevelő két különböző gyermekotthonban két gyermeket megerőszakolt, tizenegyet szexuálisan bántalmazott, tíz ellen szexuális visszaélést követett el, tizenhármat fizikailag bántalmazott, egynek pedig veszélyeztette a testi épségét.   A nyomozás 2016 óta zajlott, de az ügy 2022-ben, az elsőfokú ítéletet követően került nyilvánosságra. Böjte Csaba ekkor azzal kommentálta az ítéletet, hogy a hatóságok csak ezt az egy volt nevelőt vádolták meg, de a sajtónak ennyi nem elég. 
2023-ban a Mérce és az Átlátszó Erdély párhuzamos cikkeiben a Szent Ferenc Alapítvány tucatnyi korábbi neveltje és nevelője más személyek részéről további fizikai és szexuális bántalmazások megtörténtéről számoltak be, egy volt nevelt kivételével mindannyian névtelenül. Az egyedüliként névvel nyilatkozó Máthé-Bogár Mónika azt mondta, hogy 15 éves korában többször szexuális aktusra kényszerítette a szovátai gyermekotthon akkori vezetője.    Böjte Csaba azzal reagált, hogy nem hisz a nőnek.   A PestiSrácok.hu kritizálta az eredeti cikkeket, és azt állította, hogy bizonyítékai szerint Mónika hazudott. 

## Az intézmények
A gyermekotthonnak ma már Erdély több városában van intézménye. A szervezetet működtető Szent Ferenc Alapítványhoz befolyó adományokból több telket és ingatlant vásároltak. Költségvetésük szinte teljes részét adományokból finanszírozzák, állami támogatást Romániától igen csekély mértékben kapnak. Volt azonban olyan év (2005), amikor a magyarországi személyi jövedelemadó 1%-át felajánlók között a hetedik helyen szerepelt az alapítvány mint célintézmény. 2016-ban a szovátai gyermekotthon sportpályájához a magyar állam 15 millió forinttal hozzájárult.
A szervezet a megjelölt évtől kezdve a következő településeken működtet bentlakóintézményt:
- Árkos (2006) – Irgalmasság Anyja Kismamaotthon
- Déva (1993) – Magyarok Nagyasszonya Kollégium
- Csíksomlyó (2009) – Szent István Gyermekvédelmi Központ
- Csobánka (2007) – Élet Háza[12]
- Dózsaújfalu (2010) – Isteni Irgalmasság Gyermekvédelmi Központ
- Gálospetri (2007) – Szentháromság Gyermekvédelmi Központ
- Gyergyószárhegy (2006) – Kájoni János Gyermekvédelmi Központ
- Gyergyószentmiklós (?) – Szent Anna Otthon
- Gyimesbükk (2008) – Szentlélek Gyermekvédelmi Központ
- Gyulafehérvár (?) – Gábor Arkangyal Gyermekvédelmi Központ
- Kászonaltíz (?) – Szent Katalin Otthon
- Kisiratos (2006) – Pio Atya Gyermekvédelmi Központ
- Kolozsvár (?) – Szent Klára Egyetemista Kollégium
- Kovászna (2006) – Apor Vilmos Gyermekvédelmi Központ
- Körösbánya (?) – Ferences Kolostor – vendégváró
- Marosvásárhely (2012)
- Nagyvárad (2012) – Szent Angéla Gyermekvédelmi Központ
- Nagyszalonta (2010) – Szent Antal Gyermekvédelmi Központ és Béke Királynője Gyermekvédelmi Központ[13]
- Petrozsény (2005) – Jézus Szíve Gyermekvédelmi Központ
- Szászváros (1999) – Szent Erzsébet Gyermekvédelmi Központ
- Székelyhíd (2013) – Gyermek Jézus Gyermekvédelmi Központ[14]
- Székelyzsombor (2015) – Nagy Szent Teréz Gyermekvédelmi Központ[15]
- Szováta (2003) – Szent József Gyermekvédelmi Központ
- Torockó (2004) – Kis Szent Teréz Gyermekvédelmi Központ
- Tusnádfürdő (2005) – Szent László Gyermekvédelmi Központ
- Zsombolya (2007) – Szent Mihály Arkangyal Gyermekvédelmi Központ

Napközi otthonok: Ágya, Erdőhegy, Simonyifalva, Székelyhíd (Napraforgó csapat), Bihardiószeg, Majlát, Zerind, Feketegyarmat, Udvarfalva, Búzásbesenyő, Nyárádszereda (Szent Veronika), Nyárádremete (Szent Imre), Illyésmező, Parajd (Szent Borbála), Parajdbánya, Alsósófalva, Felsősófalva (Remény), Farkaslaka (Szent Fausztina), Oroszhegy (Tamás György Szeretet Háza), Szászváros (Szent Bernadett), Szentkirály (Szent Mónika), Székelyvarság (Szent Péter és Pál), Zetelaka (Dr. P. Boros Fortunát), Máréfalva (Összefogás Háza), Kápolnás (Szent Johanna), Szentkeresztbánya, Szentegyháza, Csíkszentdomokos (Márton Áron), Gyergyóremete, Csutakfalva (Árpád-házi Szent Margit), Gyergyóditró, Gyergyószentmiklós 1–2., Gyergyóújfalu, Gyergyóalfalu, Tekerőpatak (Keresztelő Szent János), Mádéfalva, Gyergyócsomafalva (Páli Szent Vince), Orotva, Borszék, Salamás, Csíkkarcfalva, Hidegség, Csatószeg, Bükszád, Esztelnek (Szent Rita), Kézdiszentlélek (P. Bartók Albert)

### Egyéb ingatlanok
2004-ben megvásárolták Bethlen Gábor erdélyi fejedelem szülőházát, ami Marosillyén található. A vásárlás célja itt nem gyermekotthon létesítése, hanem az épület megmentése volt.
Rekecsinben moldvai csángó iskolaközpont épül, amely a csángók magyarságának megőrzését szolgálná. Az épület alapkövét 2005 májusában rakták le.
A keresdi várkastélyt az erdélyi Bethlen család örökösei 2014-ben a Dévai Szent Ferenc Alapítvány használatába adták ötven évre, ott az alapítvány képzési és nevelési központját akarják létrehozni.

## Támogatás
A Dévai Szent Ferenc Alapítvány otthonait legnagyobbrészt támogatásokból tartják fenn. A pénzadományok és a természetbeni adományok mellett nagyon fontos az önkéntesek munkája is. Ők teszik lehetővé például, hogy a nevelőnők elmehessenek szabadságra, de olyan önkéntesek is vannak, akik akár egy évre is vállalják a nevelőnői munkát. A támogatás egy speciális formája a keresztszülői program, amelynek keretében a fogadott keresztszülők vállalják egy-egy gyerek rendszeres támogatását annak mintájára, ahogy a valódi keresztszülők is szükség esetén az igazi szülő helyébe lépve segítik a gyermeket. A fogadott keresztszülők lehetnek egyének, családok, munkahelyi csoportok, kis közösségek, felekezeti közösségek, iskolák. A bentlakó gyerekeknek napi egy euró, a napköziotthonokba járó gyermekek napi 100 forint támogatást kapnak a keresztszülőktől. Lehetőség van arra is, hogy a fogadott keresztszülő kapcsolatot tartson a keresztgyerekével.

## Böjte Csaba munkáját bemutató filmek
- Csillagösvény 1–2. (2004–2006)
- Utazások egy szerzetessel (Fekete Ibolya, 2005)

## Elismerések
- Év embere díj 2004, a Magyar Hírlaptól (átadás: 2005)
- Európai Polgár díj (Civi Europaeo Praemium) 2011. az Európai Parlamenttől
- Mindszenty Emlékérem[21]
- Magyar Szabadságért díj[22]

- "Emberi Méltóságért díj" (2022)[23]